# تليسفورو ألفاريز
تيليسفورو ألفاريز كيفيدو (بالإسبانية: Telesforo Álvarez Quevedo؛ 5 يناير 1881 – غير معروف) كان لاعب كرة قدم إسباني لعب كمدافع لصالح نادي إسبانيول ونادي مدريد لكرة القدم، وفاز بكأس ملك إسبانيا عام 1905 مع الأخير. وكان شقيقه الأصغر خوسيه، قد لعب أيضًا مع نادي إسبانيول في عام 1911.

## المسيرة كلاعب

### إسبانيول
وُلِد تيليسفورو ألفاريز في 5 يناير 1881 في رينوسا، كانتابريا، لكنه بدأ لعب كرة القدم في برشلونة. كان أحد أوائل الأعضاء في تاريخ نادي سوسيداد إسبانيولا، المعروف الآن باسم إسبانيول، حيث تم انتخابه عضوًا في مجلس إدارة النادي الأول. لقد برز بسبب بنيته الجسدية الكبيرة، ورغم كل شيء كان يتمتع برشاقة كبيرة، وهي التركيبة التي جعلته مدافعًا ممتازًا.
في عام 1903، انتقل ألفاريز إلى العاصمة، حيث انضم إلى صفوف نادي مدريد لكرة القدم، الذي لعب معه لمدة موسمين.  شارك لأول مرة في المنافسة في الموسم الثاني، حيث لعب مباراتين في كأس ملك إسبانيا عام 1905. في المباراة النهائية ضد أتليتيك بلباو، شكل ألفاريز شراكة دفاعية مع قائد النادي خوسيه بيراوندو، وهو ما أثبت أهميته حيث حافظوا على نظافة شباكهم لمساعدة فريقهم على الفوز بنتيجة 1–0.

### مدريد إف سي
في عام 1903، انتقل ألفاريز إلى العاصمة، حيث انضم إلى صفوف نادي مدريد لكرة القدم، الذي لعب معه لمدة موسمين. شارك لأول مرة في المنافسة في الموسم الثاني، حيث لعب مباراتين في كأس ملك إسبانيا عام 1905. في المباراة النهائية ضد أتليتيك بلباو، شكل ألفاريز شراكة دفاعية مع قائد النادي خوسيه بيراوندو، وهو ما أثبت أهميته حيث حافظوا على نظافة شباكهم لمساعدة فريقهم على الفوز بنتيجة 1–0.

## الإنجازات
إسبانيول
- كوبا ماكايا[الإنجليزية]:
  - الأبطال: 1902–03
- كأس برشلونة:
  - الوصيف: 1902–03

ريال مدريد
- كأس الملك:
  - الأبطال (1): 1905

## وصلات خارجية
لا توجد روابط لمواقع التواصل الاجتماعي.

- هذه المقالة لا تملك بيانات على ويكي بيانات